# ويليام هاميلتون (لاعب رماية)
ويليام هاميلتون هو لاعب رماية كندي، ولد في 10 مايو 1884 في تورونتو في كندا، وتوفي في 3 أبريل 1939.

## وصلات خارجية
- ويليام هاميلتون على موقع أوليمبيديا (الإنجليزية)